# Cerro Huayna Chullcani
Cerro Huayna Chullcani är ett berg i Bolivia.   Det ligger i departementet Oruro, i den västra delen av landet, 400 km väster om huvudstaden Sucre. Toppen på Cerro Huayna Chullcani är 4 738 meter över havet.
Terrängen runt Cerro Huayna Chullcani är huvudsakligen kuperad, men västerut är den bergig. Trakten runt Cerro Huayna Chullcani är nära nog obefolkad, med mindre än två invånare per kvadratkilometer.. Det finns inga samhällen i närheten. 
Omgivningarna runt Cerro Huayna Chullcani är i huvudsak ett öppet busklandskap.